# Kurtheater Bitterfeld
Das Kurtheater Bitterfeld (Eigenschreibweise kurtheater bitterfeld) in Dessau-Roßlau wurde im Jahr 1993 auf Initiative der Schweizer Schauspielerin und Regisseurin Regula Steiner-Tomić und des Münchner Musikers Andreas Altenhof als ein Zusammenschluss professioneller Schauspieler, Regisseure, Musiker, Komponisten, Tänzer, Choreografen und Bildenden Künstlern in der Rechtsform eines eingetragenen Vereins gegründet.

## Arbeit
Mit seinen Projekten setzt sich das freie Theater mit der Geschichte und der heutigen Situation der modernen Industriegesellschaft in der Region Dessau-Roßlau/Wittenberg/Bitterfeld-Wolfen und der zunehmenden Globalisierung in der ganzen Welt künstlerisch auseinander. Im Mittelpunkt des Interesses stehen Themen aus der lokalen Geschichte, der bedrohten Umwelt und den aktuellen sozialen Verwerfungen. Mit den Projekten sollen Impulse gesetzt werden für eine bewusste und kritische Wahrnehmung der Welt, mit theatralen Mitteln zu Veränderungen angeregt werden. Für die Arbeit im Jahr 2003 erhielt das Kurtheater Bitterfeld vom Bündnis für Demokratie und Toleranz eine öffentliche Anerkennung.

### Die Beteiligten
Die Projekte werden von ausgebildeten Künstlern entwickelt und geleitet: Regisseuren, Choreografen, Musikern und Ausstattern. Gespielt wird von professionellen Bühnenkünstlern und interessierten, ausgewählten Laien. Dieses Arbeitsprinzip ist für alle Beteiligten ein Inspirations- und Lernprozess.

### Ziel und Methode
Das Theater will mit seiner Arbeit bilden, unterhalten und Identität stiften. Ausgangspunkt jedes Projektes ist eine dramaturgische Konzeption, die von der Regie vorgestellt wird. Alle Beteiligten entwickeln das Stück anschließend unter Anleitung. Dies geschieht durch intensive Recherche und durch Improvisationsübungen, u. a. nach Jacques Lecoq. So entstehen die Figuren, Handlungen, Musik, Kostüme, Bühnenbild, Choreografie und damit die gesamte Spielvorlage.

## Projekte
- 2014–2019 Parlament der Fische-Parlament Riba-The Parliament of the Fish ein Internationales Umwelt-Theater Projekt über die Plastikvermüllung der Meere Die Schirmherrschaft übernahm Johanna Wanka. Mit dem Umwelt-Theater-Projekt möchte das Kurtheater Bitterfeld  Menschen mit den Mitteln des Theaters emotional wie rational erreichen und sie aktivieren, sich in ihrem nahen Umfeld für den Schutz von Gewässern, für die Vermeidung von Müll im Wasser und für ein aktives Handeln gegen Wasserverschmutzung zu engagieren.
- 2010–2012 Lappen hoch! Theater – Träume – Tatendrang – Ein komödiantisch-kritischer Blick auf die aktuelle Situation der Theater im Lande
- 2007 Blaue Sterne Transit Masowien – Prekäre Arbeitswelten zwischen Traum und Wirklichkeit, Uraufführung beim Internationalen Theaterfestival Przystanek Olecko in Polen
- 2006 Teuta – Internationaler Theaterworkshop um die Geschichte der illyrischen Königin Teuta
- 2005 Post. Fremd. Hier. – Fremdsein in einer globalisierten Welt. Uraufführung im ehemaligen Bahnpostamt Dessau
- 2004 Penelopes – Wir bleiben! – Koproduktion mit dem Theaterverein NYX e. V. auf den Spuren des Mythos „Dorf“
- 2003 Mumienfund im Luisium – Ein phantastisches Spiel zwischen Spätaufklärung und aktuellem Hochwasser an der Elbe
- 2002 Ferne. Feste. Ferkeltaxe – Inszenierung in der Eisenbahn – Mit dem Fürst-Klass-Zug in das idyllische Wörlitz
- 2001 Warten auf ... – Eine szenisch-mediale Collage rund um das Dessauer Rathaus und das Schwabehaus
- 2000 Zucker. Liebe. Licht – Ein humorvoll und ironisches Sommerspektakel im Park von Schloss Mosigkau und im Gasviertel von Dessau
- 1997 Prometheus in Bitterfeld – Koproduktion mit der EXPO 2000 im stillgelegten ChemiePark Bitterfeld Wolfen
- 1996 Mein blauer Reiter – Die ungewöhnliche Beziehung zwischen der Dichterin Else Lasker-Schüler und dem Maler Franz Marc
- 1995 Emil und die Detektive – Mitspieltheater in verschiedenen Städten von Sachsen-Anhalt für Kinder
- 1994 My Ship oder Abschied von Europa – Koproduktion Anhaltisches Theater Dessau, szenisch-musikalische Collage über die Schiffspassage von Emigranten nach Übersee und ihrer Hoffnung auf ein neues Leben
- 1993 Ick sitz' in D und esse Klops – eine Kurt Weill Performance – Koproduktion mit der Stiftung Bauhaus Dessau, Spurensuche nach der Jugend Kurt Weills in Dessau

## Die Partner
- Stiftung Bauhaus Dessau
- Kurt-Weill-Gesellschaft Dessau
- EXPO 2000 GmbH
- Stiftung Dessau-Wörlitzer Gartenreich
- Anhaltisches Theater Dessau-Roßlau
- Offener Kanal Dessau
- Anhaltische Bahn Gesellschaft mbH
- Landeszentrum für Spiel und Theater Sachsen-Anhalt
- Kunsthochschule Vaasa/Finnland
- Umweltbundesamt Dessau-Roßlau
- Theaterfestival Przystanek Olecko/Polen
- EUCC die Küsten Union Deutschland e.V.
- Kotor Art Festival Montenegro
- Kulturni Centar Smederevo Serbien
- Nationaltheater Banja Luka Bosnien u. Herzegowina
- Meere und Ozeane Wissenschaftsjahr 2017/2018 des Bundesministeriums für Bildung und Forschung

## Bisherige projektbezogene Sponsoren und Förderer
- Kultusministerium des Landes Sachsen-Anhalt
- EXPO 2000 GmbH
- Kunststiftung des Landes Sachsen-Anhalt
- Fonds Soziokultur
- Stadt Dessau-Roßlau
- Stiftung Bauhaus Dessau
- Rosa-Luxemburg-Stiftung
- Lotto-Toto GmbH Sachsen-Anhalt
- Senatsverwaltung Berlin
- D.B.U. Deutsche Bundesstiftung Umwelt